# Isossazolo
L'isossazolo o 1,2-ossazolo è un composto organico eterociclico aromatico a cinque termini, contenente un atomo di ossigeno e uno di azoto adiacenti. È un isomero dell'ossazolo.